# 디셉션섬

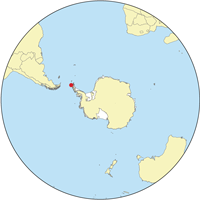
디셉션섬의 위치

디셉션섬(영어: Deception Island)은 남극에 있는 말굽 모양의 화산섬이다. 이곳은 활화산으로, 세종 과학 기지와 멀리 떨어지지 않은 곳에 위치해 있다. 1967년, 1969년, 1970년에 분화하여 산 아래에 있는 영국과 칠레 기지가 화산재에 묻혀 폐쇄된 적이 있다. 아직도 연기가 나오는 탑, 산꼭대기(산정)에서 연기가 나며, 성층 화산이다. 이 섬의 해안에서는 연기가 나며, 관광객들이 해수욕을 하는 곳이다. 현재 분화를 멎었으나 여전히 증기가 나오는 활화산이다.

## 개요
남위 62도 57분, 서경 60도 36분에 위치해 있다. 활화산이 있고, 1970년에 분화하여 관측 기지가 피해를 받은 적이 있다. 섬은 거의 원형이며, 직경은 약 12km이다. 최고지점은 고도 542m에 위치해 있다. 섬의 중앙에는 큰 항만인 포트 포스터가 있고, 길이는 약 9km, 폭은 약 6km이다. 만의 입구는 좁고 직경은 약 230m 정도로, 넵튠 벨로우(Neptunes Bellows)라고 불린다. 이보다 안쪽에는 왈러 만이 있고, 검은 모래사장이 있다. 화산의 영향으로 지열이 있으며, 열 때문에 눈이 녹아 남극 부근에선 드물게 지표가 노출되어 있는 곳이 있다. 또한, 디셉션섬은 펭귄의 번식지로 알려져 있다.

## 같이 보기
- 남극 기지